# Stijn Vandenbergh
Stijn Vandenbergh (Oudenaarde, provincia de Flandes Oriental, 25 de abril de 1984) es un ciclista belga.
Debutó como profesional el año 2005 con el equipo belga Amuzza.com-Davo. En 2009 fichó por el equipo ProTour Katusha y en 2012 pasó al Omega Pharma-QuickStep. A partir de 2017 corrió en el equipo Ag2r La Mondiale. Tras no ser renovado su contrato y no encontrar equipo con el que seguir compitiendo, en noviembre de 2020 anunció su retirada.

## Palmarés
2007
- Tour de Irlanda, más 1 etapa

2016
- 1 etapa de la Vuelta a la Comunidad Valenciana

## Resultados en Grandes Vueltas y Campeonatos del Mundo
Durante su carrera deportiva consiguió los siguientes puestos en las Grandes Vueltas y en los Campeonatos del Mundo:
| Carrera         | Carrera         | 2005 | 2006 | 2007 | 2008 | 2009 | 2010 | 2011 | 2012 | 2013 | 2014 | 2015 | 2016 | 2017 | 2018 | 2019 | 2020 |
| --------------- | --------------- | ---- | ---- | ---- | ---- | ---- | ---- | ---- | ---- | ---- | ---- | ---- | ---- | ---- | ---- | ---- | ---- |
|                 | Giro de Italia  | —    | —    | —    | —    | —    | —    | —    | —    | —    | —    | —    | —    | —    | —    | —    | —    |
|                 | Tour de Francia | —    | —    | —    | —    | 96.º | Ab.  | —    | —    | —    | —    | —    | —    | —    | —    | —    | —    |
|                 | Vuelta a España | —    | —    | —    | —    | —    | —    | —    | —    | —    | —    | —    | —    | —    | —    | —    | —    |
| Mundial en Ruta | Mundial en Ruta | —    | —    | —    | —    | —    | —    | —    | —    | —    | —    | 92.º | —    | —    | —    | —    | —    |

—: no participa 

Ab.: abandono

## Equipos
- Amuzza.com-Davo (2005)
- Unibet.com (2006-2007)
- Ag2r La Mondiale (2008)
- Katusha (2009-2011)
- Omega Pharma/Etixx (2012-2016)
  - Omega Pharma-QuickStep (2012-2014)
  - Etixx-Quick Step (2015-2016)
- Ag2r La Mondiale (2017-2020)